# Mandarí
El mandarí és una llengua sinítica. La varietat estandarditzada del mandarí és alhora la llengua oficial de la República Popular de la Xina i de la República de la Xina, així com de Singapur (on és cooficial amb l'anglès, el tàmil i el malai), i també és parlat a Indonèsia (Java i Bali), Malàisia (península de Malaca), Brunei, el Vietnam, Laos, Cambotja, Tailàndia, les Filipines, Mongòlia, Rússia (part asiàtica), Líbia, Maurici, Moçambic, Zàmbia, Estats Units, Canadà, Austràlia i el Regne Unit. És una de les sis llengües oficials de les Nacions Unides. Amb 845 milions de parlants (com a llengua materna, i 915 comptant els que l'utilitzen com a llengua vehicular) és, de fet, la llengua més parlada del món.

## Nom
Les varietats del mandarí estàndards de la República Popular de la Xina i Taiwan es diuen "pǔtōnghuà" (普通话, parla comuna) i "guóyǔ" (国语, llengua nacional) respectivament. El terme xinès més general que abasta totes les varietats del mandarí, és "běifānghuà" (北方话, parla del nord) o "guānhuà" (官话, parla dels mandarins), els quals termes refereixen a tots els dialectes de la llengua, que és originària del nord i del sud-oest de la Xina.

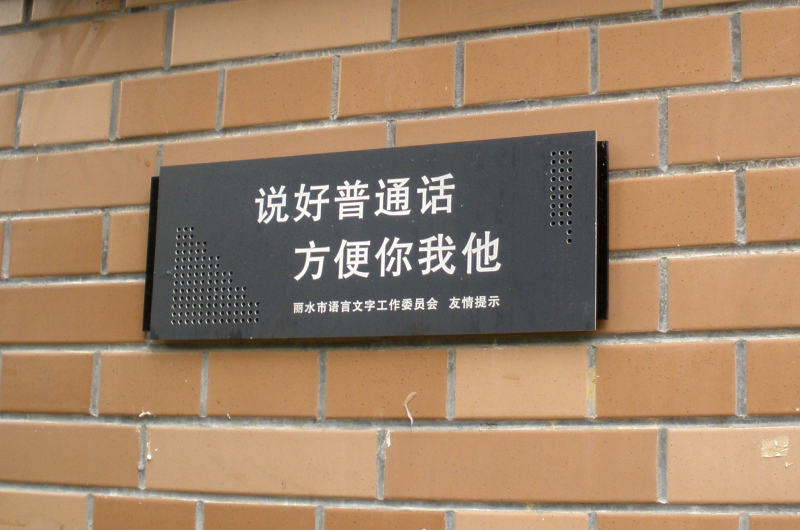
Un rètol a Lishui insta la gent a parlar mandarí (traducció: "Parla mandarí correctament. És bo per a tu, per a mi i per a tothom.").

Els mandarins eren els antics alts funcionaris de la Xina; la llengua que empraven els mandarins per als assumptes oficials es va imposar en molts casos per tota la Xina en substitució de les llengües xineses locals, i és per això que aquesta llengua va rebre el nom xinès "guānhuà" (és a dir, la "llengua dels mandarins" i, per tant, l'"idioma mandarí"). La paraula ha arribat al català a partir del portuguès mandarim, d’origen índic, a través del malai menteri. Com que les seves varietats natives sovint eren mútuament inintel·ligibles, aquests funcionaris es comunicaven utilitzant una llengua koiné basada en diverses varietats del nord. Quan els missioners jesuïtes van aprendre aquesta llengua estàndard al segle xvi, la van anomenar "mandarí", pel seu nom xinès Guānhuà (官话/官話) o llengua dels funcionaris.

## Fonologia
La síl·laba en mandarí distingeix entre un atac inicial consonàntic no obligatori, una aproximació mitjana possible entre l'atac i la vocal o diftong que fa de nucli sil·làbic, un nucli sil·labic obligatori i una final possible que és una nasal (excloent /m/) o una aproximant.
L'inventari del mandarí estàndard modern ve donat per:
|            | Bilabial | Bilabial | Labiodental | Labiodental | Alveolar | Alveolar | Retroflexa | Retroflexa | Alveopalatal | Alveopalatal | Velar | Velar |
| Nasal      | m        | m        |             |             | n        | n        |            |            |              |              | ŋ     | ŋ     |
| Oclusiva   | p        | pʰ       |             |             | t        | tʰ       |            |            |              |              | k     | kʰ    |
| Africada   |          |          |             |             | ts       | tsʰ      | ʈʂ         | ʈʂʰ        | tɕ           | tɕʰ          |       |       |
| Fricativa  |          |          | f           | f           | s        | s        | ʂ          | (ʐ)¹       | ɕ            | ɕ            | x     | x     |
| Aproximant |          |          |             |             | l        | l        | ɻ¹         | ɻ¹         | j            | ɥ            | w     | w     |

1. /ɻ/ es transcriu sovint com a [ʐ] (una fricativa retroflexa sonora), tot i que aquesta transcripció diferent del fonema es deu a certa variació entre els parlants, en realitat ambdós al·lòfons s'han de considerar com el mateix fonema.

## Dialectes

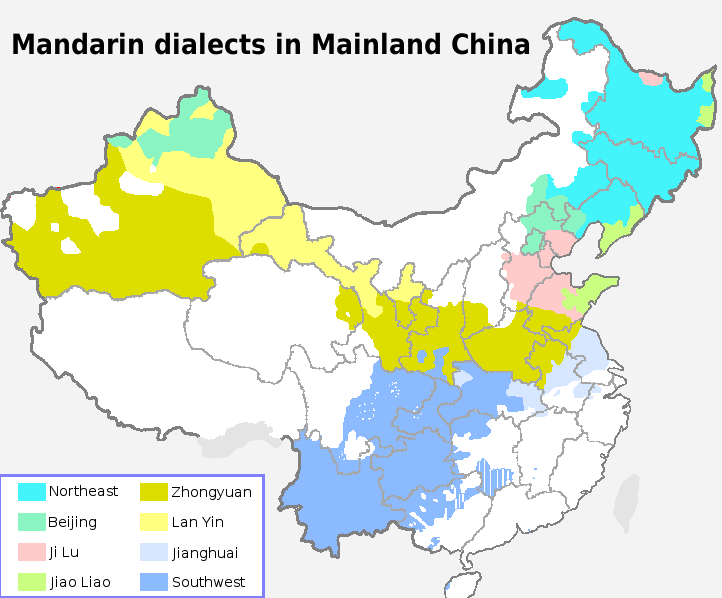
Distribució geogràfica històrica dels dialectes del mandarí.

El mandarí és la llengua xinesa més estesa, al centre, al sud-oest, al nord-oest, al nord-est xinès, raó per la qual actualment serveix de base per a definir la llengua estàndard. A causa de la important extensió que assoleix aquest bloc dialectal, existeixen diverses variacions regionals.
Dins del mandarí hi ha una gran variació fonològica, tant en la fonologia segmental com en la realització dels tons. El següent quadre reprodueix alguns dels pronoms personals:
|                       | Estàndard Pequín | Mandarí SE Yángzhōu | Mandarí NE Xī'ān | Mandarí SW Chéngdū | Mandarí central Língbǎo |
| --------------------- | ---------------- | ------------------- | ---------------- | ------------------ | ----------------------- |
| 1a sing "jo"          | uo3              | o3                  | ŋə3              | ŋo3                | ŋɤ3                     |
| 2a sing "tu"          | ni3              | liɪ3                | ni3              | ni3                | ni3                     |
| 3a sing "ell/ella"    | tha¹             | tha¹                | tha¹             | tha¹               | tha¹                    |
| 1a sg. gen. "meu"     | uo3 tə           | o3 tiɪ              | ŋə3 ti           | ŋo3 ni²            | ŋɤ3 ti                  |
| 1a plural "nosaltres" | uo3 mən          | o3 məŋ              | ŋə3 mẽ           | ŋo3 ni²            | ŋɤ3 mɛ̃                  |

## Història
Els centenars de varietats locals modernes del xinès es van desenvolupar a partir de variants regionals del xinès antic i del xinès mitjà. Tradicionalment, s'han reconegut set grans grups de dialectes. A part del mandarí, els altres sis són el wu, el gan i el xiang a la Xina central i el min, el hakka i el yue a la costa sud-est. L'Atles lingüístic de la Xina (1987) distingeix tres grups més: el jin (separat del mandarí), el huizhou a la regió de Huizhou d’Anhui i Zhejiang, i el pinghua a Guangxi i Yunnan .

### Mandarí antic

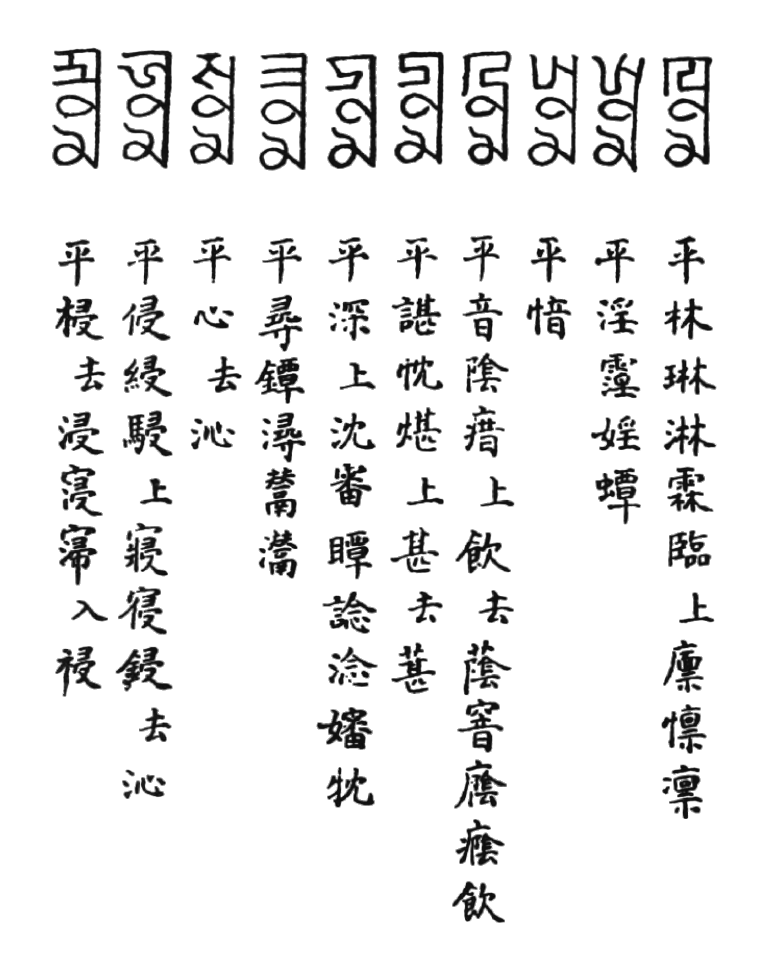
Una pàgina del Menggu Ziyun, que cobreix les síl·labes de tsim a lim

Després de la caiguda de la dinastia Song del Nord (959–1126) i durant el regnat de les dinasties Jin (1115–1234) i Yuan (mongol) al nord de la Xina, es va desenvolupar una forma de parla comuna basada en els dialectes de la plana del nord de la Xina al voltant de la capital, una llengua coneguda com a mandarí antic. Nous gèneres de literatura vernacla es van basar en aquesta llengua, incloent-hi versos, teatre i formes narratives, com ara la poesia qu i sanqu.
Les convencions de rima del nou vers es van codificar en un diccionari de rimes anomenat Zhongyuan Yinyun (1324). Un canvi radical de la tradició de la taula de rima que havia evolucionat durant els segles anteriors, aquest diccionari conté una gran quantitat d'informació sobre la fonologia del mandarí antic. Altres fonts són l’escriptura Phags-pa basada en l'alfabet tibetà, que es va utilitzar per escriure diverses de les llengües de l'Imperi mongol, inclòs el xinès, i el Menggu Ziyun, un diccionari de rimes basat en Phags-pa. Els llibres de rimes difereixen en alguns detalls, però en general mostren moltes de les característiques dels dialectes mandarins moderns, com ara la reducció i desaparició de les explosives finals i la reorganització dels tons del xinès mitjà.
En xinès mitjà, les oclusives inicials i les africades mostraven un contrast triple entre les consonants tènues, aspirades sordes i sonores. Hi havia quatre tons, i el quart o to d'entrada, un to quadrat que comprenia síl·labes que acabaven en oclusives (-p, -t o -k). Les síl·labes amb inicials sonores tendien a pronunciar-se amb un to més greu i, a finals de la dinastia Tang, cadascun dels tons s'havia dividit en dos registres condicionats per les inicials. Quan la sonorització es va perdre en totes les llengües excepte en la subfamília Wu, aquesta distinció es va convertir en fonèmica i el sistema d'inicials i tons es va reorganitzar de manera diferent en cadascun dels grups principals.
El Zhongyuan Yinyun mostra el sistema típic de quatre tons del mandarí resultant d'una divisió del to parell i la pèrdua del to d'entrada, amb les seves síl·labes distribuïdes pels altres tons (tot i que el seu origen diferent està marcat al diccionari). De la mateixa manera, les explosives i africades sonores s'han convertit en aspirades sordes en el to parell i en no aspirades sordes en altres, un altre desenvolupament distintiu del mandarí. No obstant això, la llengua encara conservava una -m final, que s'ha fusionat amb -n en els dialectes moderns i les fricatives sonores inicials. També va conservar la distinció entre sibilants velars i alveolars en ambients palatals, que més tard es van fusionar en la majoria de dialectes mandarins per produir una sèrie palatal (esdevinguda j-, q- i x- en pinyin).
La florent literatura vernacla del període també mostra un vocabulari i una sintaxi clarament mandarins, tot i que alguns, com el pronom en tercera persona (xinès), es remunten a la dinastia Tang.

### Literatura vernacular
Fins a principis del segle XX, l'escriptura formal i fins i tot gran part de la poesia i la ficció es feia en xinès literari, que es basava en els clàssics del període dels Regnes Combatents i la dinastia Han. Amb el temps, les diverses varietats parlades es van diferenciar molt del xinès literari, que s'aprenia i es componia com una llengua especial. Preservada dels canvis sonors que afectaven les diverses varietats parlades, la seva economia d'expressió era molt valorada. Per exemple,(xinès)    no és ambigua en xinès escrit, però té més de 75 homòfons en mandarí estàndard.
La llengua literària era menys apropiada per a documents que estaven destinats a ser representats o recitats, com ara obres de teatre o contes. Des d'almenys les obres de la dinastia Yuan que relataven els contes subversius dels Robin Hood de la Xina fins a les novel·les de la dinastia Ming com ara Marge d'Aigua, passant per la novel·la de la dinastia Qing El somni del pavelló vermell i més enllà, es va desenvolupar una literatura en xinès vernacle escrit ((xinès)). En molts casos, aquesta llengua escrita reflectia les varietats de mandarí i, com que les diferències de pronunciació no es transmetien en aquesta forma escrita, aquesta tradició tenia una força unificadora a totes les regions de parla mandarí i més enllà.
Hu Shih, una figura cabdal de la primera meitat del segle XX, va escriure un estudi influent i perspicaç d'aquesta tradició literària, titulat (xinès).

### Koiné imperial tardana
Els xinesos tenen llengües diferents a les diferents províncies, fins al punt que no es poden entendre entre ells... També tenen una altra llengua que és com una llengua universal i comuna; aquesta és la llengua oficial dels mandarins i de la cort; és entre ells com el llatí entre nosaltres... Dos dels nostres pares, Michele Ruggieri i Matteo Ricci, han estat aprenent aquesta llengua mandarina...  

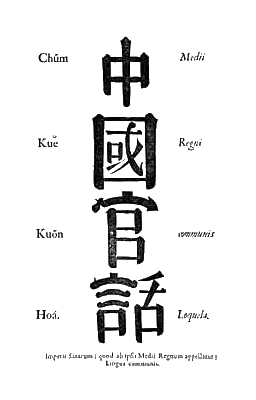
Zhongguo Guanhua (中國官話) o Medii Regni Communis Loquela (Parla comuna del Regne Mitjà), utilitzada al frontispici d'una gramàtica xinesa antiga publicada per Étienne Fourmont (amb Arcadio Huang) el 1742

Fins a mitjans del segle XX, la majoria dels xinesos que vivien en moltes parts del sud de la Xina només parlaven la seva varietat local. Com a mesura pràctica, els funcionaris de les dinasties Ming i Qing van dur a terme l'administració de l'Imperi utilitzant una llengua comuna basada en varietats de mandarí, coneguda com a Guānhuà. El coneixement d'aquesta llengua era, doncs, essencial per a una carrera oficial, però mai es va definir formalment.
Els funcionaris variaven molt en la seva pronunciació; el 1728, l’emperador Yongzheng, incapaç d'entendre els accents dels funcionaris de Guangdong i Fujian, va emetre un decret que exigia als governadors d'aquestes províncies que proveïssin l'ensenyament de la pronunciació correcta. Tot i que les Acadèmies per a la Pronunciació Correcta ((xinès)) resultants van tenir una vida curta, el decret va generar diversos llibres de text que donen una idea de la pronunciació ideal. Característiques comunes incloses:
- pèrdua de les inicials sonores del xinès mitjà excepte per a v-

- fusió de -m finals amb -n

- el sistema característic de quatre tons del mandarí en síl·labes obertes, però conservant una oclusiva glotal final en les síl·labes de to d'entrada

- retenció de la distinció entre velars palatalitzades i africades dentals, l'origen de les grafies Pekingi Tientsin per a Beijing i Tianjin moderns.[13]

Com indiquen les dues últimes característiques, aquesta llengua era una koiné basada en els dialectes parlats a la zona de Nanjing, tot i que no idèntica a cap dialecte en concret. Aquesta forma va romandre prestigiosa molt després que la capital es traslladés a Pequín el 1421, tot i que la parla de la nova capital va emergir com un estàndard rival. Encara el 1815, Robert Morrison va basar el primer diccionari anglès-xinès en aquesta koiné com a estàndard de l'època, tot i que va admetre que el dialecte de Pequín estava guanyant influència. A mitjans del segle xix, el dialecte de Pequín s'havia convertit en el dominant i era essencial per a qualsevol negoci amb la cort imperial.
La variant del mandarí tal com la parlaven les classes educades de Pequín va ser convertida en la llengua oficial de la Xina per la dinastia Qing a principis del 1900 i el successiu govern republicà. En els primers anys de la República de la Xina, intel·lectuals del Moviment de la Nova Cultura, com ara Hu Shi i Chen Duxiu, van fer campanya amb èxit per la substitució del xinès literari com a estàndard escrit pel xinès vernacle escrit, que es basava en els dialectes del nord. Una prioritat paral·lela va ser la definició d'una llengua nacional estàndard. Després de moltes disputes entre els defensors dels dialectes del nord i del sud i un intent fallit de fer una pronunciació artificial, la Comissió Nacional d'Unificació de la Llengua finalment es va decidir pel dialecte de Pequín el 1932. La República Popular, fundada el 1949, va conservar aquesta norma, anomenant- (xinès)   . Al voltant del 54% dels parlants de varietats de mandarí podien entendre la llengua estàndard a principis dels anys cinquanta, i va augmentar fins al 91% el 1984. A nivell nacional, la proporció de persones que entenien l'estàndard va augmentar del 41% al 90% durant el mateix període.
Aquesta llengua estàndard s'utilitza actualment en l'educació, els mitjans de comunicació i en ocasions formals tant a la Xina continental com a Taiwan, així com entre la comunitat xinesa de Singapur. Tanmateix, en altres parts del món de parla xinesa, és a dir, Hong Kong i Macau, la forma estàndard del xinès utilitzada en l'educació, els mitjans de comunicació, la parla formal i la vida quotidiana continua sent el cantonès local a causa de la seva història colonial i lingüística. Tot i que el mandarí estàndard és ara la llengua vehicular d'instrucció a les escoles de tota la Xina, encara no ha guanyat força com a llengua comuna entre la població local a les zones on els dialectes del mandarí no són nadius. En aquestes regions, la gent pot ser diglòssica o parlar la llengua estàndard amb un accent notable. No obstant això, des de principis del segle xxi, hi ha hagut un esforç d'educació massiva en xinès mandarí estàndard i de desincentivació de l'ús de la llengua local per part del govern xinès per tal d'eliminar aquestes diferències regionals.
Des d'un punt de vista oficial, els governs de la Xina continental i taiwanès mantenen les seves pròpies formes de l'estàndard amb noms diferents. Les formes codificades tant de Pǔtōnghuà com de Guóyǔ basen la seva fonologia en l'accent de Pequín, i també prenen alguns elements d'altres fonts, i es desvien del dialecte de Pequín en vocabulari, gramàtica i pragmàtica. La comparació dels diccionaris produïts en les dues àrees mostrarà que hi ha poques diferències substancials. Tanmateix, ambdues versions del xinès "estàndard escolar" sovint són força diferents de les varietats mandarí que es parlen d'acord amb els hàbits regionals, i cap de les dues és completament idèntica al dialecte de Pequín .
Les formes escrites del xinès estàndard també són essencialment equivalents, tot i que a la Xina continental i a Singapur s'utilitzen caràcters simplificats, mentre que els caràcters tradicionals continuen en ús a Taiwan, Hong Kong i Macau. Singapur ha seguit el camí de la Xina continental en l'adopció oficial de caràcters simplificats.